# Drouet de Dammartin

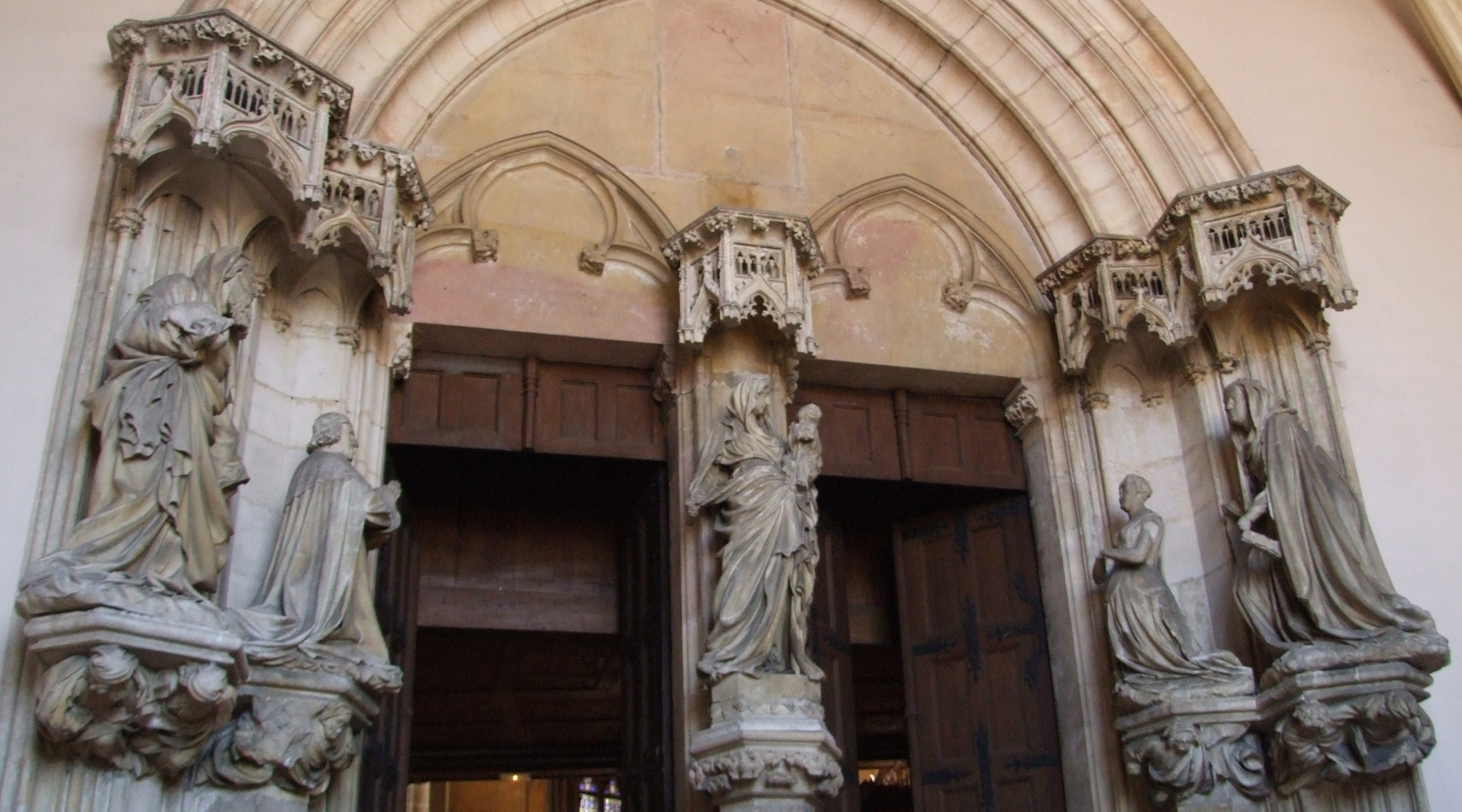
Santa Capilla de Dijon, esculpida por Drouet de Dammartin

Drouet de Dammartin (h. ¿?-1413) fue un escultor y arquitecto francés de la época gótica parisina, activo hasta 1413, año de su fallecimiento en Jargeau, Loiret, Francia.

## Trayectoria
Drouet de Dammartin era el hermano del también arquitecto y escultor Guido de Dammartin. Drouet fue discípulo de Raimundo del Temple.
Se sabe que en 1362 trabajó en el Louvre modernizando el viejo Louvre de Felipe Augusto. Drouet Dammartin ejecutó allí una puerta tallada y los brazos de Juana de Borbón, esposa de Carlos V de Francia.
Fue un representante de la escultura gótica
En 1368 viajó a Bourges para trabajar al servicio del duque Juan I de Berry.
Fue el arquitecto responsable del monasterio cartujo de la cartuja de Champmol en Dijon,
en el cual llevó a cabo una total transformación, convirtiendo un humilde monasterio en uno de aspecto suntuoso. También dirigió la construcción de la fortaleza de Sluys en Flandes.
En 1383, Felipe II de Borgoña, duque de Borgoña lo nombró Maestro General de Obra.
Como escultor colaboró con la fachada de la Santa Capilla de Dijon. En 1387 hizo el portal de la Santa capilla junto a su colaborador, Jacques de Neuilly.
También trabajó en la construcción de la Santa Capilla de Riom, en la de Bourges, en la de Lusignan, en la de Mehun-sur-Yèvre y en la de Poitiers.
En 1396 regresó a Berry. Falleció en 1413 en Jargeau, Loiret.